# Agrypon dozense
Agrypon dozense là một loài tò vò trong họ Ichneumonidae.